# ユルギス・ディジュリス
ユルギス・プラナス・ディジュリス（Jurgis Pranas Didžiulis、1979年11月5日 - ）は、リトアニアのミュージシャン。コロンビア系で、ヴィリニュス生まれ。
MTVリエトゥヴァで番組を受け持つなど、テレビ番組の司会者としても活躍する。2003年から2011年まで「InCulto」のリーダー兼ボーカルを務めた。「InCulto」はユーロビジョン・ソング・コンテスト2010にリトアニア代表として参加した。
ベジタリアンとして知られる。妻は歌手のエリカ・ジェニングスで、プラナス・エミリユスとアンタナスの2児の父。